# 湯布里奇
湯布里奇（Tonbridge）是英格蘭肯特郡的一個城市。2011年，湯布里奇有人口38,657人。

## 友好城市
- 法國 勒皮